# Saint-Julien-lès-Metz
Saint-Julien-lès-Metz és un municipi francès, situat al departament del Mosel·la i a la regió del Gran Est. L'any 2007 tenia 2.963 habitants.

## Demografia

### Població
El 2007 la població de fet de Saint-Julien-lès-Metz era de 2.963 persones. Hi havia 1.192 famílies, de les quals 299 eren unipersonals (131 homes vivint sols i 168 dones vivint soles), 404 parelles sense fills, 369 parelles amb fills i 120 famílies monoparentals amb fills.
La població ha evolucionat segons el següent gràfic:
Habitants censats

### Habitatges
El 2007 hi havia 1.309 habitatges, 1.216 eren l'habitatge principal de la família, 6 eren segones residències i 87 estaven desocupats. 902 eren cases i 404 eren apartaments. Dels 1.216 habitatges principals, 893 estaven ocupats pels seus propietaris, 292 estaven llogats i ocupats pels llogaters i 30 estaven cedits a títol gratuït; 12 tenien una cambra, 82 en tenien dues, 140 en tenien tres, 226 en tenien quatre i 756 en tenien cinc o més. 990 habitatges disposaven pel capbaix d'una plaça de pàrquing. A 547 habitatges hi havia un automòbil i a 548 n'hi havia dos o més.

### Piràmide de població
La piràmide de població per edats i sexe el 2009 era:
| Homes | Edats   | Dones |
| ----- | ------- | ----- |
| 0     | 95 o +  | 0     |
| 4     | 90 a 94 | 0     |
| 8     | 85 a 89 | 24    |
| 16    | 80 a 84 | 20    |
| 44    | 75 a 79 | 36    |
| 84    | 70 a 74 | 92    |
| 72    | 65 a 69 | 88    |
| 76    | 60 a 64 | 92    |
| 100   | 55 a 59 | 72    |
| 116   | 50 a 54 | 104   |
| 156   | 45 a 49 | 156   |
| 124   | 40 a 44 | 124   |
| 104   | 35 a 39 | 136   |
| 112   | 30 a 34 | 80    |
| 104   | 25 a 29 | 116   |
| 108   | 20 a 24 | 92    |
| 72    | 15 a 19 | 80    |
| 108   | 10 a 14 | 68    |
| 92    | 5 a 9   | 96    |
| 100   | 0 a 4   | 68    |

## Economia
El 2007 la població en edat de treballar era de 2.010 persones, 1.478 eren actives i 532 eren inactives. De les 1.478 persones actives 1.372 estaven ocupades (724 homes i 648 dones) i 107 estaven aturades (58 homes i 49 dones). De les 532 persones inactives 153 estaven jubilades, 211 estaven estudiant i 168 estaven classificades com a «altres inactius».

### Ingressos
El 2009 a Saint-Julien-lès-Metz hi havia 1.230 unitats fiscals que integraven 2.988,5 persones, la mediana anual d'ingressos fiscals per persona era de 24.770 €.

### Activitats econòmiques
Dels 339 establiments que hi havia el 2007, 4 eren d'empreses extractives, 4 d'empreses alimentàries, 3 d'empreses de fabricació de material elèctric, 6 d'empreses de fabricació d'altres productes industrials, 45 d'empreses de construcció, 52 d'empreses de comerç i reparació d'automòbils, 4 d'empreses de transport, 22 d'empreses d'hostatgeria i restauració, 13 d'empreses d'informació i comunicació, 23 d'empreses financeres, 27 d'empreses immobiliàries, 76 d'empreses de serveis, 40 d'entitats de l'administració pública i 20 d'empreses classificades com a «altres activitats de serveis».
Dels 86 establiments de servei als particulars que hi havia el 2009, 1 era una oficina de correu, 6 oficines bancàries, 12 paletes, 4 guixaires pintors, 3 fusteries, 9 lampisteries, 3 electricistes, 3 empreses de construcció, 4 perruqueries, 1 veterinari, 12 agències de treball temporal, 20 restaurants, 5 agències immobiliàries, 1 tintoreria i 2 salons de bellesa.
Dels 16 establiments comercials que hi havia el 2009, 2 eren supermercats, 1 una botiga de més de 120 m², 2 fleques, 3 carnisseries, 1 una peixateria, 1 una botiga de roba, 2 botigues d'electrodomèstics, 1 una botiga de material de revestiment de parets i terra i 3 floristeries.

## Equipaments sanitaris i escolars
Els 2 equipaments sanitaris que hi havia el 2009 eren farmàcies.
El 2009 hi havia 2 escoles maternals i 1 escola elemental.

## Poblacions més properes
El següent diagrama mostra les poblacions més properes.